# Lingua falisca
La lingua falisca era la lingua indoeuropea parlata dai Falisci, una popolazione italica stanziata presso Falerii Veteres nella valle del Tevere in epoca romana imperiale Regio VII Etruria meridionale.
Ci è giunta in un centinaio di iscrizioni, che datano dal VII al II secolo a.C. e che sono scritte in un alfabeto molto simile all'alfabeto latino.  Il segno più caratteristico è la 'F' che ha una forma tipica, come una freccia in alto.

## Descrizione
Come esempio della lingua possono essere citate le parole scritte sul bordo di un'immagine su una patera, la cui genuinità è stabilita dal fatto che sono state scritte prima che fosse applicato lo smalto: «foied vino pipafo, cra carefo», cioè in latino «hodie vinum bibam, cras carebo» ("Oggi berrò vino, domani ne sarò privo"). La kilyx a figure rosse, datata 350 a.C. proveniente dalla tomba 4 della necropoli della Penna a Falerii Veteres, si trova al Museo Nazionale etrusco di Villa Giulia. Il testo iscritto, verosimilmente metrico, è stato interpretato come un’ esortazione a cogliere l’attimo (il carpe diem di Orazio: Odi 1.11), ma anche letteralmente a bere vino.
Ciò mostra alcune delle caratteristiche fonetiche del falisco, come quanto segue:
1. mantenimento della 'f' intervocalica che in latino si è mutata in 'b';
2. la palatalizzazione della 'd+' 'jod' ('i' consonantica) in un suono denotato soltanto dalla 'i-' (il suono centrale di foied, da fo-died;
3. la caduta della 's' finale, in tutte le occasioni prima di alcuni suoni (cra di fronte al latino cras);

Altre caratteristiche, che appaiono altrove, sono il mantenimento della labiovelare (falisco cuando = latino quando; rispetto all'umbro pan(n~u);
Sembra probabile che il dialetto sia durato, benché gradualmente pervaso dal latino, fino ad almeno il 150 a.C..
Oltre ai rinvenimenti provenienti dalle tombe, che appartengono principalmente al periodo della dominazione etrusca e che dànno ampia dimostrazione di prosperità materiale e di raffinatezza, i primi strati (???) mostrano residui più primitivi. Tantissime iscrizioni che sono costituite principalmente da nomi propri, possono essere considerate come etrusche piuttosto che falische e non sono state considerate nell'analisi del dialetto appena data.
Dovrebbe forse essere accennato che esisteva una città Feronia in Sardegna, chiamata così da coloni falischi dal nome della loro dea, di cui si è conservata un'iscrizione votiva trovata a Santa Maria in Falleri, una chiesa situata all'interno del sito archeologico Falerii Novi.

## Scrittura
Il falisco ha un alfabeto proprio di derivazione euboica-calcidese introdotto dai greci probabilmente nelle colonie di Pithecusa nell'VIII secolo a.C., sull'isola di Ischia e a Cuma.
Nella Valle del Tevere all'interno dell'abitato di Foglia, dopo i lavori dell'Autostrada del Sole, al di sopra di quanto rimasto di una necropoli rupestre ricavata nella parete tufacea sul quale sorge l'abitato stesso, prossimo ad un antichissimo guado del Tevere in comunicazione con il Treja, Falerii Veteres e Poggio Sommavilla, è stata rinvenuta l'iscrizione in alfabeto falisco di Foglia a dictus sinistroso. Si trova su una lastra di arenaria locale. Tutte le lettere hanno altezza di 3,5 cm, tranne il sigma di 4 cm e il segno V di 3 cm.

## Morfologia
Come il latino, e altre lingue indo-europee, il falisco è una lingua flessiva. I sostantivi sono declinati.